# Caledothele tonta
Caledothele tonta – gatunek pająka z infrarzędu ptaszników i rodziny Euagridae.

## Taksonomia
Gatunek ten opisany został po raz pierwszy w 1991 roku przez Roberta Ravena na łamach „Mémoires du Muséum National d'Histoire Naturelle de Paris”. Jako lokalizację typową wskazano północno-wschodni wierzchołek Tonty na Nowej Kaledonii. Epitet gatunkowy pochodzi od lokalizacji typowej.

## Morfologia
U jedynej zmierzonej samicy ciało ma 7 mm długości przy prosomie długości 3,2 mm i szerokości 2,6 mm, a opistosomie (odwłoku) długości 3,9 mm i szerokości 3 mm. Karapaks jest pomarańczowobrązowy z brązowymi znaczeniami i jasnobrązowym nakrapianiem, porośnięty brązowymi, falistymi włoskami. Ośmioro oczu rozmieszczonych jest na planie prostokąta. Jamka karapaksu jest krótka i wygięta, opatrzona jedną parą szczecinek fowealnych. Nadustek jest niski. Pomarańczowobrązowe szczękoczułki mają 4 duże i 11 małych ząbków na przedniej krawędzi bruzdy oraz jeden większy ząbek, trzy drobne ząbki i od 30 do 40 ziarnistości w nasadowo-środkowej części bruzdy. Barwa wargi dolnej i szczęk jest pomarańczowobrązowa, a sternum pomarańczowobrązowa z brązowym nakrapianiem brzegów. Odnóża mają biodra i krętarze żółtobrązowe z brązowymi łatami, uda pomarańczowobrązowe, a golenie i nadstopia pomarańczowobrązowe z jasnobrązowym obrączkowaniem. Pazurki parzyste mają od 8 do 12 ząbków rozmieszczonych w S-kształtnym szeregu, a pazurek trzeci od jednego do trzech ząbków. Opistosoma jest z wierzchu czerwonobrązowa z dwoma nieregularnymi, bladymi szewronami, od spodu zaś blada z czerwonobrązowymi znakami. Genitalia samicy zawierają dwie spermateki, każda o formie płata z niemal prostą krawędzią zewnętrzną i falistą krawędzią wewnętrzną.

## Ekologia i występowanie
Pająk ten występuje endemicznie w równikowych lasach deszczowych Nowej Kaledonii. Znaleziony na rzędnych 320 m n.p.m. Znany jest tylko z lokalizacji typowej.